# کف‌پوش شطرنجی
کف‌پوش شطرنجی یکی از سه تزئین مهم یک لژ ماسونی در کنار ستاره تابان و حاشیه کنگره‌دار است. کف‌پوش شطرنجی از ترکیب مربع‌های سیاه و سفید تشکیل شده که نمادی از عناصر دوگانه روز و شب می‌باشد. دیدگاه‌های مختلفی نسبت به معنای نمادین و عمیق‌تر از این دوگانگی وجود دارد و برخی بر این باورند که به نوعی نماد زندگی بشر است و عده‌ای دیگر آن را نشانگر دو درجه و صورت هر پدیده‌ای مانند سیاهی و سفیدی، خیر و شر و یا آسانی و سختی می‌دانند.

## فراماسونری
در فراماسونری، کف‌پوش شطرنجی به عنوان اولین نماد برگرفته شده از کف‌پوش معبد سلیمان مطرح می‌شود.تلاش‌هایی صورت گرفته است تا ریشه آن را به دوران مصر باستان برگردانند. به عنوان مثال در کتاب «اسرار فراماسونری»، اصطلاح «کف‌پوش» از واژه‌ای به معنای «رها یا آزاد شدن از آبها» گرفته شده است که این واژه مصری برای بیان نه ماه از سال که رود نیل در تلاطم و خروش نبود، استفاده میگردید. در این نه ماه، زمین‌های کنار نیل زیر کشت میرفت و شبکه‌های آبیاری میان قطعات کشاورزی آنها را همانند صفحه شطرنج می‌نمود(تاریخچه فراماسونری).
چیزی که در اتاق جلسه حتما هست معمولا قالی یا سنگفرش کاشی‌کاری شده است که از مربع‌های سیاه و سفید ساخته شده است. در نسخه خطی «خانه ثبت ادینبورو» ‌به این مورد با عنوان «سنگفرش مربعی» اشاره شده و برای ماسون های کارگر قرون گذشته چیز آشنایی بوده است. اهمیت این «سنگفرش» برای سنگتراشان اولیه دقیقاََ معلوم نیست اما از آنجا که اغلب امکان راه رفتن بر روی جایگاه کار آنها وجود داشته، دقت زیادی می‌شد که از هموار بودن آن اطمینان حاصل گردد.
در فراماسونری نوین، سنگفرش یک شکل فیزیکی پیدا کرده و بخشی از اتاق است که مراسم در ان برگزار می‌شود. مربع‌های سیاه و سفید برای یادآوری این نکته به همه فراماسون‌ها استفاده شده‌اند که امکان انتخاب گزینه‌های مختلف همیشه در زندگی برای آنها وجود دارد. این گزینه‌ها در اختصاری‌ترین شکل ممکن، خوب و یا بد هستند. بنابراین، قالی به فراماسون می‌آموزد که در تمام طول سفر حیاط باید تصمیم‌گیری کند: برای خوبی یا بدی. لژ برای نشستن اعضا یا ناظران، دور قالی یا سنگفرش قرار گرفته است(فراماسونری رازها و رمزهای ناگشوده).